# Mettauertal
Mettauertal est une commune du canton d'Argovie en Suisse, située dans le district de Laufenburg.

## Histoire
Mettauertal est née de la fusion des communes d'Etzgen, de Hottwil, de Mettau, d'Oberhofen, et de Wil. La fusion est effective depuis le 1er janvier 2010.